# Östasiatiska mästerskapet i fotboll 2005
Östasiatiska mästerskapet i fotboll 2005 var det andra östasiatiska mästerskapet och avgjordes mellan 31 juli och 7 augusti 2005 i Sydkorea. Turneringen vanns av Kina före Japan.

## Kvalspel
Japan, Kina och Sydkorea var direktkvalificerade för huvudturneringen, Guam, Hongkong, Kinesiska Taipei, Mongoliet och Nordkorea fick spela kval om den fjärde- och sistaplatsen. Macao deltog inte då man var avstängt av Fifa.

## Gruppspel

### Tabell
| Nr | Lag       | S | V | O | F | GM | IM | MS | P |
| -- | --------- | - | - | - | - | -- | -- | -- | - |
| 1  | Kina      | 3 | 1 | 2 | 0 | 5  | 3  | +2 | 5 |
| 2  | Japan     | 3 | 1 | 1 | 1 | 3  | 3  | 0  | 4 |
| 3  | Nordkorea | 3 | 1 | 1 | 1 | 1  | 2  | −1 | 4 |
| 4  | Sydkorea  | 3 | 0 | 2 | 1 | 1  | 2  | −1 | 2 |

### Matcher
| 1           | 31 juli 2005 | Sydkorea        | 1 – 1           | Kina          | Daejeon World Cup Stadium                               |                                                         |
| 17:00 UTC+9 | 17:00 UTC+9  | Kim Jin-kyu 73′ | (0 – 0) Rapport | 52′ Sun Xiang | Daejeon Publik: 25 374 Domare: Yuichi Nishimura (Japan) | Daejeon Publik: 25 374 Domare: Yuichi Nishimura (Japan) |
| 17:00 UTC+9 | 17:00 UTC+9  |                 |                 |               | Daejeon Publik: 25 374 Domare: Yuichi Nishimura (Japan) | Daejeon Publik: 25 374 Domare: Yuichi Nishimura (Japan) |
| 17:00 UTC+9 | 17:00 UTC+9  |                 |                 |               | Daejeon Publik: 25 374 Domare: Yuichi Nishimura (Japan) | Daejeon Publik: 25 374 Domare: Yuichi Nishimura (Japan) |

| 2           | 31 juli 2005 | Nordkorea        | 1 – 0           | Japan | Daejeon World Cup Stadium                     |                                               |
| 19:30 UTC+9 | 19:30 UTC+9  | Kim Yong-jun 27′ | (1 – 0) Rapport |       | Daejeon Publik: 23 150 Domare: Tan Hai (Kina) | Daejeon Publik: 23 150 Domare: Tan Hai (Kina) |
| 19:30 UTC+9 | 19:30 UTC+9  |                  |                 |       | Daejeon Publik: 23 150 Domare: Tan Hai (Kina) | Daejeon Publik: 23 150 Domare: Tan Hai (Kina) |
| 19:30 UTC+9 | 19:30 UTC+9  |                  |                 |       | Daejeon Publik: 23 150 Domare: Tan Hai (Kina) | Daejeon Publik: 23 150 Domare: Tan Hai (Kina) |

| 3           | 3 augusti 2005 | Japan                                  | 2 – 2           | Kina                           | Daejeon World Cup Stadium                             |                                                       |
| 20:20 UTC+9 | 20:20 UTC+9    | Teruyuki Moniwa 59′ Tatsuya Tanaka 87′ | (0 – 2) Rapport | 37′ Li Jinyu 43′ Zhang Yonghai | Daejeon Publik: 1 827 Domare: Kim Dong Jin (Sydkorea) | Daejeon Publik: 1 827 Domare: Kim Dong Jin (Sydkorea) |
| 20:20 UTC+9 | 20:20 UTC+9    |                                        |                 |                                | Daejeon Publik: 1 827 Domare: Kim Dong Jin (Sydkorea) | Daejeon Publik: 1 827 Domare: Kim Dong Jin (Sydkorea) |
| 20:20 UTC+9 | 20:20 UTC+9    |                                        |                 |                                | Daejeon Publik: 1 827 Domare: Kim Dong Jin (Sydkorea) | Daejeon Publik: 1 827 Domare: Kim Dong Jin (Sydkorea) |

| 4           | 4 augusti 2005 | Sydkorea | 0 – 0   | Nordkorea | Daejeon World Cup Stadium                               |                                                         |
| 20:00 UTC+9 | 20:00 UTC+9    |          | Rapport |           | Daejeon Publik: 27 455 Domare: Ghahremani Mohsen (Iran) | Daejeon Publik: 27 455 Domare: Ghahremani Mohsen (Iran) |
| 20:00 UTC+9 | 20:00 UTC+9    |          |         |           | Daejeon Publik: 27 455 Domare: Ghahremani Mohsen (Iran) | Daejeon Publik: 27 455 Domare: Ghahremani Mohsen (Iran) |
| 20:00 UTC+9 | 20:00 UTC+9    |          |         |           | Daejeon Publik: 27 455 Domare: Ghahremani Mohsen (Iran) | Daejeon Publik: 27 455 Domare: Ghahremani Mohsen (Iran) |

| 5           | 7 augusti 2005 | Kina                   | 2 – 0           | Nordkorea | Daejeon World Cup Stadium                              |                                                        |
| 17:15 UTC+9 | 17:15 UTC+9    | Li Yan 13′ Xie Hui 65′ | (1 – 0) Rapport |           | Daejeon Publik: 20 000 Domare: Kim Dong Jin (Sydkorea) | Daejeon Publik: 20 000 Domare: Kim Dong Jin (Sydkorea) |
| 17:15 UTC+9 | 17:15 UTC+9    |                        |                 |           | Daejeon Publik: 20 000 Domare: Kim Dong Jin (Sydkorea) | Daejeon Publik: 20 000 Domare: Kim Dong Jin (Sydkorea) |
| 17:15 UTC+9 | 17:15 UTC+9    |                        |                 |           | Daejeon Publik: 20 000 Domare: Kim Dong Jin (Sydkorea) | Daejeon Publik: 20 000 Domare: Kim Dong Jin (Sydkorea) |

| 6           | 7 augusti 2005 | Sydkorea | 0 – 1   | Japan             | Daejeon World Cup Stadium                     |                                               |
| 20:00 UTC+9 | 20:00 UTC+9    |          | Rapport | 86′ Yuji Nakazawa | Daejeon Publik: 42 753 Domare: Tan Hai (Kina) | Daejeon Publik: 42 753 Domare: Tan Hai (Kina) |
| 20:00 UTC+9 | 20:00 UTC+9    |          |         |                   | Daejeon Publik: 42 753 Domare: Tan Hai (Kina) | Daejeon Publik: 42 753 Domare: Tan Hai (Kina) |
| 20:00 UTC+9 | 20:00 UTC+9    |          |         |                   | Daejeon Publik: 42 753 Domare: Tan Hai (Kina) | Daejeon Publik: 42 753 Domare: Tan Hai (Kina) |

## Sammanställning
| Nr | Lag              | S | V | O | F | GM | IM | MS  | P  |
| -- | ---------------- | - | - | - | - | -- | -- | --- | -- |
| 1  | Kina             | 3 | 1 | 2 | 0 | 5  | 3  | +2  | 5  |
| 2  | Japan            | 3 | 1 | 1 | 1 | 3  | 3  | 0   | 4  |
| 3  | Nordkorea        | 7 | 5 | 1 | 1 | 32 | 2  | +30 | 16 |
| 4  | Sydkorea         | 3 | 0 | 2 | 1 | 1  | 2  | −1  | 2  |
| 5  | Hongkong         | 4 | 3 | 0 | 1 | 26 | 2  | +24 | 9  |
| 6  | Kinesiska Taipei | 4 | 1 | 1 | 2 | 9  | 7  | +2  | 4  |
| 7  | Mongoliet        | 4 | 1 | 1 | 2 | 4  | 13 | −9  | 4  |
| 8  | Guam             | 4 | 0 | 0 | 4 | 1  | 49 | −48 | 0  |